# Vlad Tepes (banda francesa)
Vlad Tepes fue una banda francesa de black metal, originaria de la ciudad de Brest, en la región de Bretaña. El nombre de la banda fue tomado del voivoda de Valaquia del siglo XV, que a su vez sirvió como inspiración del ficticio vampiro de Bram Stoker: Drácula. El grupo pertenecía a Les Légions Noires. Vorlok Drakksteim, uno de los miembros, trabaja en un proyecto alternativo llamado Black Murder, y aunque él es el compositor en este nuevo proyecto, Wlad Drakksteim era el compositor de Vlad Tepes. La banda fue una de los integrantes de Les Légions Noires que apareció en el reportaje "The Black Plague - First Chapter (And Maybe Last One)" en 1995.

## Biografía
Después de un trabajo de promoción autogestionado, la demo "War Funeral March" (1994) fue distribuida en el mercado de Estados Unidos por el sello Full Moon Productions. Al año siguiente salió a la luz el trabajo "March to the Black Holocaust", un trabajo conjunto con Belkètre, otro grupo de LLN, esta vez con el sello francés Embassy Productions. En 1996, otro álbum con la colaboración de Torgeist, otro grupo de LLN, llamado "Black Legions Metal", que fue distribuido por otro sello francés llamado Drakkar Productions.

## Discografía

### Demos
- Rehearsal Winter '93 (1993)
- The Return of the Unweeping Moon (1994)
- Celtic Poetry (1994)
- War Funeral March (1994)
- Into Frosty Madness (1995)
- Brouillons I (1995)
- Brouillons II (1995)
- Dans Notre Chute (1996)
- La Morte Lune (1997)
- The Black Legions(1998)

### Splits
- March to the Black Holocaust (1995)
- Black Legions Metal (1996)

### Bootlegs
- The Return of the Unweeping Moon (1996)
- Old Traditions Rule Keltia (1996)
- Sounds Of The Dolphin (1997)
- Pantheon  (2002)
- Under The Carpathian Yoke (2002)
- Awaiting The Black Holocaust (2004)
- Black Legions Spirits (2004)
- An Ode To Our Ruin (2005)
- La Collection Noire
- The Black Legions
- Walachian Tyrant

- Datos: Q2423577